# Liste jüdischer Friedhöfe in Kroatien
Die Liste jüdischer Friedhöfe in Kroatien gibt einen Überblick zu jüdischen Friedhöfen in Kroatien. Die Sortierung erfolgt alphabetisch nach den Ortsnamen.

## Liste der Friedhöfe
| Bezeichnung               | Bild           | Ort          | Weitere Informationen                 |
| ------------------------- | -------------- | ------------ | ------------------------------------- |
| Jüdischer Friedhof Đakovo |                | Đakovo       | siehe und Lagerfriedhof des KZ Đakovo |
| Jüdischer Friedhof Ilok   | weitere Bilder | Ilok (Lage)  | siehe                                 |
| Jüdischer Friedhof Osijek | weitere Bilder | Osijek       | siehe                                 |
| Jüdischer Friedhof Split  | weitere Bilder | Split (Lage) | siehe                                 |